# Casados à Primeira Vista (1.ª temporada)
A primeira temporada de Casados à Primeira Vista estreou a 21 de setembro e terminou a 31 de dezembro de 2018 na SIC, com a apresentação de Diana Chaves. É uma adaptação do programa Married At First Sight.

## Emissão
| Programa | Emissão            | Apresentação |
| -------- | ------------------ | ------------ |
| Episódio | Domingos - 21h30   | Diana Chaves |
| Diário   | Dias úteis - 19h15 | Diana Chaves |

## Casais

### Eliana Voigt e Dave Hacke
Eliana: Tem 28 anos, é rececionista e vem das Caldas da Rainha. Sempre sonhou com um casamento de historias encantadas, mas ainda não encontrou o verdadeiro príncipe. Vive sozinha com os três gatos desde os 16 anos. A família mais próxima é o seu avô paterno, que a criou e o irmão que vive em Amesterdão. Adora cantar e os amigos mais próximos dizem que é uma “lamechas”. Assume que é insegura e um pouco ciumenta. Não gosta de bad boys exibicionistas, quer um rapaz humilde e simpático.
Dave: Tem 35 anos, nasceu na Alemanha mas veio com 6 anos para Portugal. Vive em Cascais com o irmão e divide o ano em duas partes: no verão dá aulas de surf e no inverno vai para os alpes dar aulas de ski. O desporto é a sua grande paixão mas já fez de tudo um pouco, uma vez que viveu uma grande temporada em Londres e trabalhou em tudo o que arranjava. Já viajou pelo mundo com a prancha de surf a tiracolo, e apesar dos muitos flirts ainda não encontrou a mulher ideal para casar. Acredita que é fácil sentir uma atração física, mas é muito difícil manter viva essa atração a longo prazo.

### Graça Peralta e José Luís Cardoso
Graça: Tem 55 anos, é do Porto e gere um hostel. Adora artes em geral e já escreveu um livro infantil. Não dispensa a sua prática de yoga e adora as coisas boas da vida. Já foi casada e tem três filhos que a apoiam nesta nova fase da sua vida. Define-se como uma mulher cuidadora, romântica e carinhosa. Gosta de cozinhar e preparar a casa para receber amigos. Gosta de machos alfa, mas carinhosos e é indispensável que sejam muito cuidadosos com a sua higiene.
José Luís: Tem 56 anos, vem do Porto e vende antiguidades. Vive com os pais e tem dois filhos. Já foi casado três vezes e a sua vida já deu muitas voltas perante a crise e algumas gestões danosas do seu património. É um homem que cuida muito bem da sua imagem e pratica bastante desporto. Nesta fase da vida, a mulher ideal tem de o compreender, ser meiga, bem-humorada e inteligente. Embora aprecie mulheres com boa apresentação geral, conta que a beleza já não é tão importante valorizando mais a seriedade, frontalidade e higiene.

### Ana Águas e Hugo Oliveira
Ana: Tem 39 anos e vive em Odivelas com o filho de 3 anos Bernardo. Estudou Naturopatia e formou-se em Osteopatia. Gostava de ter sido Acupunctora mas trabalha como instrutora de Fitness em vários ginásios e gosta muito do que faz. Praticou ginástica acrobática e é bailarina “desde sempre”. Diz ser uma “mulher dos sete ofícios” porque também faz performances em artes circenses. Foi estudar para o Chapitô quando tinha 16 anos, aprendeu a trabalhar em cima de andas e a cuspir fogo. Acha que os homens ficam fascinados quando a conhecem, mas rapidamente se incomodam com a sua “forma de estar” descontraída.
Hugo: Tem 43 anos e é de Lisboa. Vive sozinho com dois cães e está numa fase de mudança e reorganização de toda a vida. Tem vindo a desfazer-se de alguns negócios que eram dos pais (como um restaurante) e atualmente é motorista de reboques: procura uma vida simples. Durante um ano viveu num templo budista e tem vivido um processo de autoconhecimento. Considera-se um homem muito romântico que adora preparar surpresas. A sua mulher de sonho tem mesmo de ser leal, ter auto estima e ser independente. Nunca perdoaria falta de honestidade, responsabilidade, objetivos e traições. “O meu maior sonho é ser feliz e ter o amor da minha vida.”

### Sónia Bona e João Fernandes
Sónia: Tem 33 anos, é formadora e vem de Santarém. Em 2012 abriu empresa com marido relacionada à estética. Quando se divorciou, a Sónia ficou com a empresa, no entanto, vendeu-a em 2016. Foi nessa altura que decidiu pôr a mochila às costas e passar uns tempos a viajar sozinha. Esteve fora de Portugal durante 1 ano e meio. Foi no Qatar que conheceu um muçulmano indiano, Ali, por quem se apaixonou. No entanto a relação não pode evoluir: ele vai ter de casar com uma mulher (escolhida pela família) “vou fazer o mesmo que ele: casar com uma pessoa que não conheço.” Agora está focada na experiência e em voltar a construir a sua empresa.
João: Tem 33 anos, é arquiteto e vem de Coimbra. Ambicioso e muito empreendedor, abriu empresa em 2015 porque queria ser patrão de si próprio como designer e arquiteto. Filho de pais separados desde que nasceu, acabou por ser criado pelos avós paternos. Atualmente, vive com a avó para não a deixar sozinha. João é muito determinado e completamente focado no seu trabalho e na sua paixão – o automobilismo. As relações têm ficado para trás, mas acredita que agora está na altura de encontrar o verdadeiro amor.

### Lídia Teles e Francisco Gouveia
Lídia: Tem 44 anos e vive em Massamá com o filho, o seu grande apoio nesta aventura. Frequentou o curso de direito e tem trabalhado em várias áreas, mas o que mais gostava de fazer era ter um negócio na área da decoração. O amor entrou cedo no seu coração. Foi no liceu que conheceu o homem com quem viria a casar aos 27 anos e o pai do filho Gonçalo, hoje com 18 anos. Foram muito felizes mas várias complicações de saúde acabaram por apaziguar o enamoramento entre os dois. São agora bons amigos. Lídia quer voltar a sentir o arrebatamento de uma grande paixão.
Francisco: Tem 44 anos e vive em Massamá com o filho, o seu grande apoio nesta aventura. Frequentou o curso de direito e tem trabalhado em várias áreas, mas o que mais gostava de fazer era ter um negócio na área da decoração. O amor entrou cedo no seu coração. Foi no liceu que conheceu o homem com quem viria a casar aos 27 anos e o pai do filho Gonçalo, hoje com 18 anos. Foram muito felizes mas várias complicações de saúde acabaram por apaziguar o enamoramento entre os dois. São agora bons amigos. Lídia quer voltar a sentir o arrebatamento de uma grande paixão.

### Daniela Guilherme e Daniel Saavedra
Daniela: Tem 35 anos e vive com os 2 filhos – de 12 anos e 7 anos- em Setúbal. É professora de yoga, pratica paddle, mergulho, caminhadas. Tem carta de patrão local. Formou-se na Associação Europeia de Terapias Orientais e atualmente é instrutora de Ioga e trabalha com cristais e energias. Está a desenvolveu um blog de viagens com referência a locais de meditação, conexão e desenvolvimento espiritual. Diz que adaptou a sua paixão pessoal pelas energias a um negócio e espera sair-se bem. Tem conhecido homens interessantes, mas como a sua “vibração é de mulher aventureira e divertida” atrai muitos solteiros. Mas quando percebem que tem filhos assustam-se e percebem que não querem desenvolver para uma relação.
Daniel: Tem 35 anos, vive nas Caldas da Rainha, está a criar a própria empresa de publicidade e revitalização do comércio local em cidades mais pequenas. Tem 1 filho, de 5 anos, e está solteiro há 1 ano. Começou a vida profissional por se formar em arquitetura mas a paixão pelo desporto fê-lo ser instrutor de fitness em vários ginásios. Depois da última separação decidiu recomeçar a vida pessoal e profissional e quis formar o seu negócio. A família é grande. Os pais, a irmã mais velha, os primos e tios vivem nas Caldas da Rainha. Quis inscrever-se porque quer muito voltar a apaixonar-se outra vez. Diz ser amigo, honesto, misterioso para seduzir, empreendedor e que gosta de uma vida calma mas com alguma adrenalina.

### Isabel Fonseca e Cláudio Mendes
Isabel: Tem 42 anos, vem de Arruda dos Vinhos e está desempregada. Tem trabalhado como gerente em restauração e com crianças e é nessa área que quer continuar a trabalhar. Não é obcecada com carreiras, quer ter o seu dinheiro para pagar as suas contas num trabalho que vá gostando, numa vida simples. Sempre viveu em Lisboa, mas quando engravidou foi para Arruda dos Vinhos. Vive com a filha de 8 anos. O relacionamento com o pai da filha começou quando tinha 32 anos e dois anos depois nasceu a sua filha. Separaram-se ainda durante a gravidez. Acredita muito na astrologia, dedica- se diariamente a atividades ao ar livre, pratica caminhada nórdica, yoga, dança do ventre, qui gong (ginástica terapêutica). Acredita em “energias que nos acompanham e protegem”.
Cláudio: Tem 37 anos, é do Funchal e é técnico de Informática. Os pais vivem também no Funchal e todos os domingos almoçam juntos. Também é chegado ao irmão, que vive em Santiago de Compostela. Pratica ténis de mesa e gosta de se manter ativo. Graças à sua prática desportiva, conhece pessoas em todo o lado do mundo e está disponível para mudar-se para qualquer lado por amor. Já foi casado durante 8 anos. O casamento terminou em 2013 porque a mulher era chinesa e teve de regressar ao país de origem. O Cláudio ainda tentou viver 2 meses na China mas não conseguiu e as diferenças culturais acabaram por separá-los. O maior sonho da vida do Cláudio é constituir família e ter filhos. Cláudio tem doença renal e tem cuidados diários para manter a sua qualidade de vida.

## Equipa de especialistas
- Dr. Alexandre Machado – Neuropsicólogo: Alexandre Machado é um Neuropsicólogo Clínico, especialista na área da avaliação e diagnóstico, com varias participações em vários programas da TV e Radio (Programa da Cristina, SIC Mulher, TSF)  como especialista em saúde mental, cérbero e comportamento.

A experiência em operações psicológicas militares, análise e previsão comportamental e negociação e resolução de conflitos, valeram-lhe em 2012 a “American Flying Flag Honor” pelo apoio prestado durante a operação “enduring freedom” no Afeganistão.
Doutorando em Ciências da Cognição e Linguagem e Mestre em Neuropsicologia Clínica, Alexandre é também um multi-medalhado Mestre de Jiu Jitsu e especialista em combate Corpo a Corpo pelo Exército Americano.
Casado há 23 anos e pai de dois filhos é o Diretor clínico e proprietário da conceituada Clinica Dr. Alexandre Machado onde lidera uma equipa multidisciplinar de Médicos e Especialistas em   Patologia do Cérebro e do Comportamento.
O Dr.Alexandre utilizou  técnicas e instrumentos de avaliação das áreas da Neuropsicologia, Psicofisiologia, Psicopatologia, Psicologia das emoções e motivação e Psicologia do Desenvolvimento para obter uma caracterização científica e empiricamente validade dos perfis psicológicos comportamentais e de personalidade dos participantes na experiência!
- Eduardo Torgal – Coach: Com o nascimento da primeira filha, Eduardo colocou a vida em perspetiva. Foi assim que em 2004 escolheu passar a vida a transformar vidas, deixando uma profissão com níveis de stress altíssimo e horários que lhe deixavam pouca qualidade de vida. Desde então que se dedica ao Coaching, à transformação e ao treino dos outros para que concretizem o sonho de viver exclusivamente de Coaching. Muito comunicativo e cheio de ideias para mudar o mundo e a forma de agir perante uma relação. O Eduardo é espetador assíduo do programa “Married at first Sight” e diz jogar em casa o jogo dos especialistas do programa. Imagina-se a juntar os pares perfeitos, a aconselhar os casais a darem os passos necessários para uma relação de sucesso. É perito no Eneagrama em Portugal – através destes testes chegará ao perfil de personalidade de cada concorrente e irá traçar o love map, mapa que irá dar pistas sobre o parceiro ideal de cada um e sobre o comportamento de cada participante em fases de stress.

- Dr. Fernando Mesquita – Psicólogo/Sexólogo: Psicólogo Clínico, mestre em Sexologia clínica, Terapeuta Cognitivo e Comportamental. Colabora com frequência em diferentes rubricas de TV. Escreveu dois livros: ‘Aprender a A.M.A.R.’ e ‘S.O.S Manipuladores’.

Para a gestão das relações do programa, Fernando atuará com a sua especialidade de Terapia Cognitiva Comportamental, e no avançar das relações será o Sexólogo de serviço, por forma a conduzir os casais a uma vida intima feliz.
Na fase de match, Fernando aplicará testes de compatibilidade, através de questionários e entrevistas onde irá fazer uma leitura do que cada candidato procura num parceiro, tanto em termos físicos como de comportamento. Fernando irá interpretar as expetativas que cada candidato tem numa relação.
- Cris Carvalho – Coach: Para além de life coacher, a paulista Cris é business coacher, trabalha com hipnose, e neurolinguística. É Master Trainer Internacional, especialista em formações nas áreas de Coaching, PNL – Programação Neurolinguística e Hipnose. É Master Coach Internacional com mais de 10 anos de experiência, atua como Life Coach e Executive Coach em Portugal, Brasil e Espanha. Faz palestras e formações nas áreas de comportamento, comunicação, relacionamentos e liderança. É diretora executiva do ICL – Instituto de Coaching e Linguística de Portugal e Membro da ICF (International Coach Federation) e da Sociedade Brasileira de Neurociência.

Está há 25 anos em Lisboa e começou a sua carreira como designer, passando pelo IADE. Há 15 anos percebeu que a sua carreira tinha de passar pela área do coaching e foi assim que se libertou de uma série de crenças limitadoras e abraçou uma nova vida. Agora é “designer de vidas”.
Cris atuará junto dos candidatos fazendo testes para apurar os valores mais importantes para cada um e fará uma leitura hatenta de toda a linguagem dos concorrentes. Irá perceber as verdadeiras motivações de cada candidato através de uma avaliação neurolinguística. Para Cris a comunicação é tudo numa relação.

## Final
| Quem continou casado? | Isabel e Cláudio  | Daniel e Daniela | Graça e José Luís |               |
| Quem se divorciou?    | Lídia e Francisco | Sónia e João     | Ana e Hugo        | Eliana e Dave |

## Episódios
| 1          | 1  | "Episódio 1"                      | 21 de outubro de 2018  | 24,1% |
| 2          | 2  | "Episódio 2"                      | 28 de outubro de 2018  | 21,7% |
| 3          | 3  | "Episódio 3"                      | 4 de novembro de 2018  | 25,2% |
| 4          | 4  | "Episódio 4"                      | 11 de novembro de 2018 | 24,6% |
| 5          | 5  | "Episódio 5"                      | 18 de novembro de 2018 | 27,2% |
| 6          | 6  | "Episódio 6"                      | 25 de novembro de 2018 | 25,1% |
| 7          | 7  | "Episódio 7"                      | 2 de dezembro de 2018  | 28,1% |
| 8          | 8  | "Episódio 8"                      | 9 de dezembro de 2018  | 27,0% |
| 9          | 9  | "Episódio 9"                      | 16 de dezembro de 2018 | 29,4% |
| 10         | 10 | "Episódio 10 - Especial de Natal" | 23 de dezembro de 2018 | 23,7% |
| 11         | 11 | "Episódio 11"                     | 30 de dezembro de 2018 | 23,0% |
| 12         | 12 | "Episódio 12"                     | 31 de dezembro de 2018 | 22,4% |
| O Fenómeno |    |                                   |                        |       |
| 13         | 1  | "O Fenómeno"                      | 6 de janeiro de 2019   | 17,4% |

## Diários
| #  | ## | Título      | Exibição original                                                                                  | Audiências |
| -- | -- | ----------- | -------------------------------------------------------------------------------------------------- | ---------- |
| 1  | 1  | "Diário 1"  | 22 de outubro de 2018                                                                              | ASD        |
| 2  | 2  | "Diário 2"  | 23 de outubro de 2018                                                                              | ASD        |
| 3  | 3  | "Diário 3"  | 24 de outubro de 2018                                                                              | ASD        |
| 4  | 4  | "Diário 4"  | 26 de outubro de 2018                                                                              | ASD        |
| 5  | 5  | "Diário 5"  | 29 de outubro de 2018                                                                              | ASD        |
| 6  | 6  | "Diário 6"  | 30 de outubro de 2018                                                                              | ASD        |
| 7  | 7  | "Diário 7"  | 31 de outubro de 2018                                                                              | ASD        |
| 8  | 8  | "Diário 8"  | 2 de novembro de 2018                                                                              | ASD        |
| 9  | 9  | "Diário 9"  | 5 de novembro de 2018                                                                              | ASD        |
| 10 | 10 | "Diário 10" | 6 de novembro de 2018                                                                              | ASD        |
| 11 | 11 | "Diário 11" | 7 de novembro de 2018                                                                              | ASD        |
| 12 | 12 | "Diário 12" | 9 de novembro de 2018                                                                              | ASD        |
| 13 | 13 | "Diário 13" | 12 de novembro de 2018                                                                             | ASD        |
| 14 | 14 | "Diário 14" | 13 de novembro de 2018                                                                             | ASD        |
| 15 | 15 | "Diário 15" | 14 de novembro de 2018                                                                             | ASD        |
| 16 | 16 | "Diário 16" | 15 de novembro de 2018                                                                             | ASD        |
| 17 | 17 | "Diário 17" | 16 de novembro de 2018                                                                             | ASD        |
| 18 | 18 | "Diário 18" | 19 de novembro de 2018                                                                             | ASD        |
| 19 | 19 | "Diário 19" | 20 de novembro de 2018                                                                             | ASD        |
| 20 | 20 | "Diário 20" | 21 de novembro de 2018                                                                             | ASD        |
| 21 | 21 | "Diário 21" | 22 de novembro de 2018 (Parte 1) 23 de novembro de 2018 (Parte 2) 24 de novembro de 2018 (Parte 3) | ASD        |
| 22 | 22 | "Diário 22" | 26 de novembro de 2018                                                                             | ASD        |
| 23 | 23 | "Diário 23" | 27 de novembro de 2018                                                                             | ASD        |
| 24 | 24 | "Diário 24" | 28 de novembro de 2018                                                                             | ASD        |
| 25 | 25 | "Diário 25" | 30 de novembro de 2018 (Parte 1) 1 de dezembro de 2018 (Parte 2)                                   | ASD        |
| 26 | 26 | "Diário 26" | 3 de dezembro de 2018                                                                              | ASD        |
| 27 | 27 | "Diário 27" | 4 de dezembro de 2018                                                                              | ASD        |
| 28 | 28 | "Diário 28" | 5 de dezembro de 2018                                                                              | ASD        |
| 29 | 29 | "Diário 29" | 6 de dezembro de 2018                                                                              | ASD        |
| 30 | 30 | "Diário 30" | 7 de dezembro de 2018                                                                              | ASD        |
| 31 | 31 | "Diário 31" | 10 de dezembro de 2018                                                                             | ASD        |
| 32 | 32 | "Diário 32" | 11 de dezembro de 2018                                                                             | ASD        |
| 33 | 33 | "Diário 33" | 12 de dezembro de 2018                                                                             | ASD        |
| 34 | 34 | "Diário 34" | 14 de dezembro de 2018                                                                             | ASD        |
| 35 | 35 | "Diário 35" | 17 de dezembro de 2018                                                                             | ASD        |
| 36 | 36 | "Diário 36" | 18 de dezembro de 2018                                                                             | ASD        |
| 37 | 37 | "Diário 37" | 19 de dezembro de 2018                                                                             | ASD        |
| 38 | 38 | "Diário 38" | 20 de dezembro de 2018                                                                             | ASD        |
| 39 | 39 | "Diário 39" | 27 de dezembro de 2018                                                                             | ASD        |
| 40 | 40 | "Diário 40" | 28 de dezembro de 2018                                                                             | ASD        |